# Ніккоський шлях
Нікко́ський шля́х (яп. 日光街道, にっこうかいどう, МФА: [nik̚.koː kai̯doː]) — дорога в домодерній Японії, один з п'яти головних шляхів 17 — 19 століття. Названий за іменем міста Нікко, місця знаходження святилища Тосьо. Пролягав північним сходом регіону Канто. Сполучав політично-адміністративний центр країни — місто Едо провінції Мусасі, майбутній Токіо, — із містечком Нікко провінції Сімоцуке. Відрізок від Едо до містечка Уцуномія збігався із Муцівським шляхом.